# Rick Davies
 (février 2020).
Si vous disposez d'ouvrages ou d'articles de référence ou si vous connaissez des sites web de qualité traitant du thème abordé ici, merci de compléter l'article en donnant les références utiles à sa vérifiabilité et en les liant à la section « Notes et références ».
Pour les articles homonymes, voir Davies.
Richard Davies, dit Rick, né le 22 juillet 1944 à Swindon (Royaume-Uni), est un musicien britannique, chanteur, pianiste, claviériste, harmoniciste et compositeur du groupe de rock Supertramp, dont il a composé certaines des chansons les plus connues, telles que Rudy, Bloody Well Right, Ain't Nobody But Me, Another man's woman, Downstream, From Now On, Gone Hollywood, Goodbye Stranger, Just another nervous wreck, Cannonball, Better Days ou Crime of the Century. Il est généralement reconnu pour ses solos de piano bluesy, ses compositions rock teintées de jazz et ses paroles cyniques.
Sur le premier album du groupe, Supertramp en 1970, Davies ne chante que sur deux chansons. Il se reprend sur le suivant Indelibly Stamped en 1971, où il chante sur six pièces. C'est à partir du troisième album sorti en 1974, Crime of the Century, qu'il partage le chant avec son partenaire compositeur, Roger Hodgson, jusqu'au départ de ce dernier en 1983, lequel sera remplacé en concert par Mark Hart,  chantant les succès de Hodgson. La voix de Davies est plus grave que celle de Hodgson et il utilise généralement un baryton râpé qui contraste nettement avec le ténor de son ex-compagnon du groupe. Cependant, il chante parfois dans un falsetto qui ressemble partiellement à la voix de Hodgson, comme dans Goodbye Stranger et My Kind of Lady. Il joue également de l'harmonica, comme dans le classique School.

## Biographie

### Enfance
Richard Davies naît au 43 Eastcott Hill, à Swindon, dans le Wiltshire, le 22 juillet 1944, de Betty et Dick Davies. Sa mère dirige un salon de coiffure alors que son père est ouvrier de la marine marchande, décédé en 1973. Rick entre à la Sanford Street School et, selon sa mère : « La musique était la seule chose dans laquelle il était bon à l'école. » 
Ses premières émotions musicales ont lieu à l'âge de huit ans, lorsque ses parents lui offrent un tourne-disques d'occasion comprenant quelques disques laissés par le précédent propriétaire. Parmi eux, il y a Drummin' man de Gene Krupa et, selon les propres mots de Rick; « cela m'a frappé comme un coup de foudre. J'ai dû jouer ce disque 2 000 fois ». Un ami de la famille lui confectionne une batterie improvisée à partir d'une boîte à biscuits. À l'âge de douze ans, il rejoint le groupe British Railways Staff Association Brass and Silver Jubilee Band, devenant plus simplement Silver Jubilee Band, en tant que batteur jouant sur une unique caisse claire. Dans une interview en 2002, il déclare: « Quand j'étais enfant, j'entendais les tambours et clairons marcher dans la rue de ma ville natale quand il y avait une sorte de défilé, et c'était le son le plus fantastique pour moi. Finalement, j’ai eu quelques percussions et pris des cours, j’étais sérieux ... j’imaginais que je pouvais le faire - je veux dire devenir un vrai batteur, lire la musique et jouer avec de grands groupes, de rock, classique, latino, etc. Je savais ce que j'allais faire - je serais très sollicité et ma vie serait réglée ... Finalement, j'ai commencé à jouer des claviers, et cela a semblé aller mieux que la batterie, pour une raison quelconque. » Il ne suit aucun cours de piano, mais selon sa mère Betty Davies, « Il a appris la plupart de ses connaissances en musique par lui-même. »

### Débuts
En 1959, son attention est attirée par le rock'n'roll et il rejoint un groupe appelé Vince and the Vigilantes. En 1962, alors qu’il étudie au département des arts du Swindon College, il forme son propre groupe, Rick's Blues. Le groupe est formé de Rick Davies au piano électrique et au chant, Malcolm Mabbett à la guitare, Keith Ray à la basse et Gilbert O'Sullivan à la batterie pendant un certain temps. Gilbert sera plus tard le témoin au mariage de Rick. Dans une interview de mars 1972, O'Sullivan déclara que « Rick m'avait d'abord appris à jouer de la batterie et du piano - en fait, il m'a tout appris sur la musique. » Lorsque son père tombe malade en 1965, Rick  dissout Rick's Blues, quitte le collège travaille comme soudeur dans une entreprise de fabrication de produits et de systèmes de contrôle industriels, à leur usine dans le Cheney Manor Trading Estate à Swindon. Tout espoir de carrière artistique est temporairement mis de côté.
Puis, en 1966, Rick Davis devient l'organiste de The Lonely Ones (plus connu pour être l'un des premiers groupes de Noel Redding, bien que ce dernier l'ait quitté avant l'arrivée de Davies), qui change ensuite de nom pour The Joint et enregistre les bandes sonores de nombreux films allemands. Il avouera ensuite qu'il a menti sur sa capacité à faire partie du groupe, admettant qu'il ne savait pas jouer de l'orgue à cette époque. Alors que le groupe se trouve à Munich, Davies rencontre le milliardaire néerlandais Stanley August Miesegaes, qui lui propose de financer le nouveau groupe qu'il serait amené à former.

### Supertramp

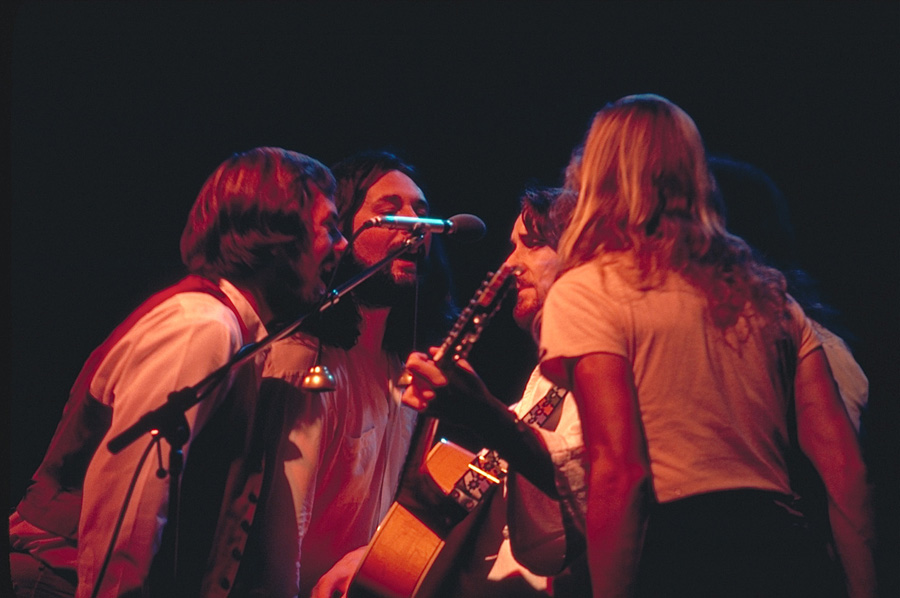
Rick Davis (2e en partant de la gauche) avec Supertramp en 1980.

Davies décide de former ce nouveau groupe et revient de Suisse pour faire paraître une annonce dans le magazine musical Melody Maker en août 1969. Roger Hodgson est auditionné et malgré leurs différences (Rick vient d'un milieu ouvrier alors que Hodgson fréquente le collège privé, ils développent une amitié immédiate et commencent à écrire pratiquement toutes leurs chansons ensemble. Le groupe s'appele initialement Daddy, mais a est renommé Supertramp en janvier 1970, selon une suggestion du guitariste du groupe Richard Palmer qui avait en sa possession un livre titré The Autobiography of a supertramp de William Henry Davies.
En 1973, Roger et Rick sont invités à participer à l'unique album solo du claviériste de Ten Years After, Chick Churchill, intitulé You and me. Si Roger tient le poste de bassiste sur quatre chansons et guitariste sur l'une d'entre elles, Rick lui se retrouve à la batterie sur les mêmes quatre chansons. 
Hodgson quitte Supertramp en 1983 après avoir enregistré sept albums studio avec le groupe. Avec Davies fermement à la barre, Supertramp revient à une approche non-commerciale du rock progressif. Cependant, après deux albums studio, Supertramp se dissout en 1988.
En 1995, alors qu'il travaille sur ce qui aurait été son premier album solo Some Things Never Change qui sortira finalement sous le nom du groupe, Davies décide de reformer Supertramp. Le groupe se sépare à nouveau en 2002 après un dernier album studio.
Supertramp se réunit en 2010 pour sa tournée commémorative 70–10. Une nouvelle tournée est annoncée pour l'automne 2015 mais est finalement annulée en raison de problèmes de santé de Richard Davies. En effet, on apprend que celui-ci souffre d'un cancer de la moelle osseuse et doit débuter un traitement médical.

### Après Supertramp
Rick Davies refait surface en août 2018 alors qu'il donne deux concerts dans la région de New York au sein d'un groupe nommé Ricky & The Rockets, dont fait également partie le guitariste G. E. Smith, collaborateur occasionnel de Roger Waters et de Bob Dylan, ainsi que le bassiste Mike Reilly. Le spectacle est essentiellement constitué de classiques de blues et incorpore quelques chansons de Supertramp écrites par Davies, comme From Now On, Downstream et Bloody Well Right. Le groupe donne un nouveau concert en novembre 2018, et un autre en juin 2019.     

### Vie privée
Davies a épousé Sue (directrice de tournée de Supertramp depuis 1984) en 1977.
La mère de Rick Davies est morte fin 2008 dans une maison de retraite à Stratton St Margaret ; Rick quittait son domicile de Long Island, New York, à chaque Noël pour lui rendre visite. Son dernier voyage était en janvier 2009 pour organiser une fête commémorative en l'honneur de sa mère. 
Rick est actuellement propriétaire de Rick Davies Productions, qui détient les droits d'auteur sur tous les enregistrements de Supertramp. Il est diagnostiqué myélome multiple et doit annuler la tournée du groupe en 2015.

## Discographie

### Supertramp
Sur tous les albums du groupe
Voir Discographie de Supertramp

### Participation
- 1973 : You and me de Chick Churchill.